# Catena (San Miniato)
Catena (già Bacula) è una frazione del comune italiano di San Miniato, nella provincia di Pisa, in Toscana.

## Geografia fisica
Il paese è situato in pianura alle pendici del colle di Cigoli, nei pressi del torrente Bacoli, a circa 3 km dal centro comunale di San Miniato, nel Valdarno inferiore, lungo la strada statale Tosco-Romagnola. 

## Storia

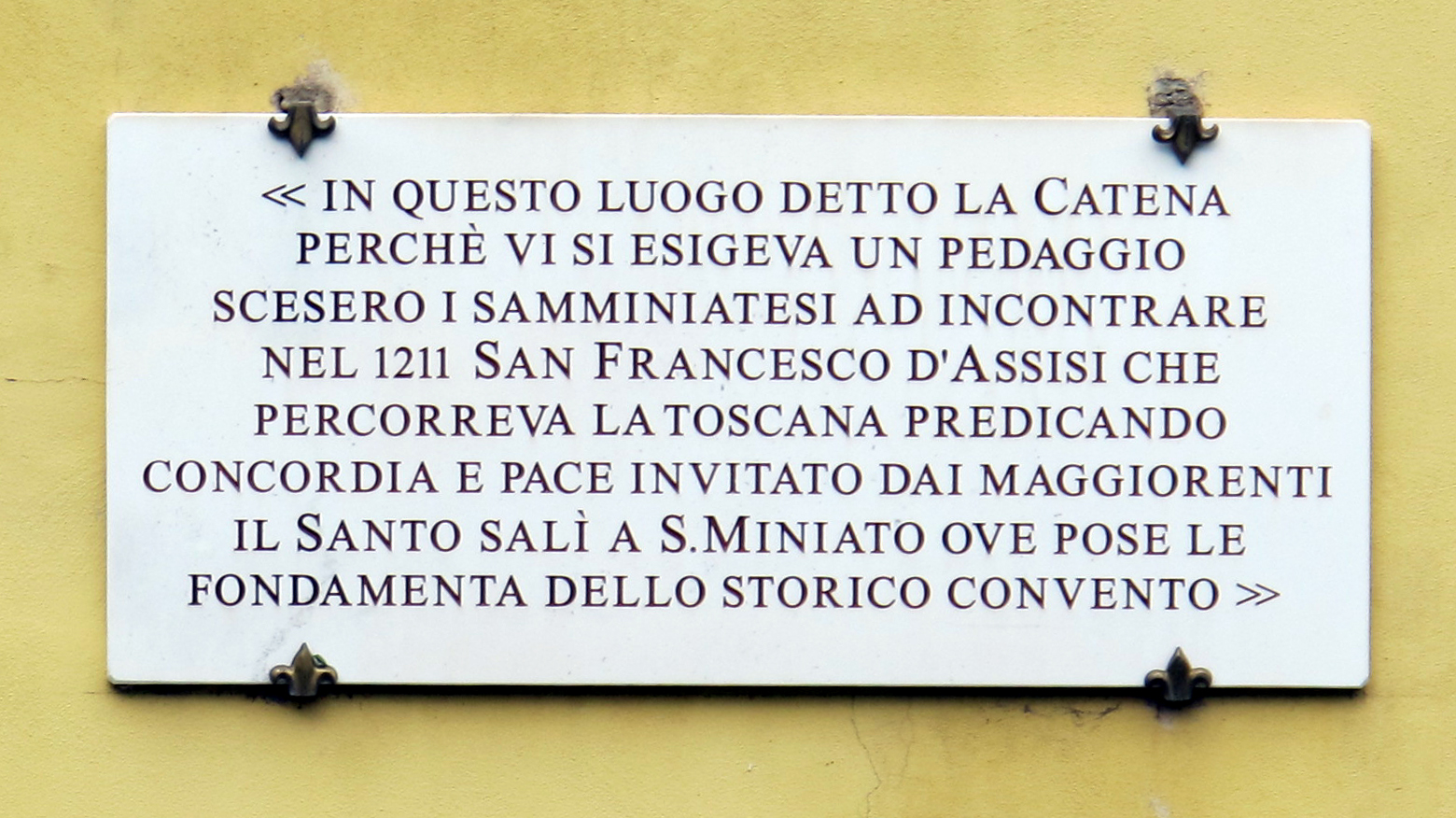
Lapide su san Francesco

Paese sorto in epoca altomedievale e noto come Bacula o Obacula, dal nome del torrente che ivi scorre, il rio Bacoli, è documentato dal 1194, quando nella bolla di Celestino III è ricordata la presenza di una chiesa dedicata a Sant'Andrea. Secondo la tradizione, qui fu ricevuto san Francesco da alcuni dignitari sanminiatesi. Nel 1294 fu sancito che il borgo avrebbe segnato il confine tra le comunità di San Miniato e quella di Fucecchio. Dopo il XII secolo, la località prese il nome di Santa Gonda per la presenza della badia dedicata alla santa.
Il toponimo Catena si manifestò solo successivamente: luogo che fu per secoli terra di confine tra Firenze e Pisa, qui era situata una catena per il controllo delle merci e la riscossione della gabella.

## Monumenti e luoghi d'interesse
- Badia di Santa Gonda, antico luogo di culto risalente al XII secolo, dopo secoli di abbandono è stato ristrutturato nel XIX secolo.
- Cappella Rodocanacchi, cappella ottagonale, costruita nel 1868 in stile neoclassico, in via Cavane, presente in un terreno privato.